# La Pyramide Inversée

La Pyramide Inversée ou a Pirâmide Invertida é uma janela de vidro construída em um centro comercial subterrâneo, em frente ao Museu do Louvre, na França. Pode ser pensado, mais propriamente, como um "irmão" mais novo da mais famosa Pirâmide do Louvre, mas de cabeça para baixo: a sua base revolvida é facilmente esquecida de fora.

## Design
A pirâmide marca a interseção de duas passagens principais e orienta os visitantes para a entrada do museu. Estendido contra 30 toneladas, 13,3 metros quadrados, casion e moldura de aço, a forma da pirâmide invertida nos pontos de vidro laminado, é direccionado para solo. A ponta da pirâmide está suspensa por 1,4 metros (um pouco mais de 4,5 pés) acima do nível do piso. As vidraças individuais na pirâmide, tem 30 mm de espessura e estão ligados por aço inoxidável e cruza por 381 milímetros de comprimento. Depois de escurecer, a estrutura é iluminada por um friso de holofotes.
Diretamente abaixo da ponta, de cima para baixo, apontado para a pirâmide de vidro, uma pirâmide de pedra pequena, (cerca de um metro/três metros de altura) está estacionado no chão, como se tivesse espelhando a maior estrutura acima: As pontas das duas pirâmides quase que tocam uma com a outra.
La Pyramide Inversée, foi desenhada pelos arquitectos I. M. Pei, Henry N. Cobb, James Ingo Freed e demais parceiros e foi instalado com o propósito da renovação do governo da Phase II do Museu do Louvre.
O projecto foi concluído em 1993 e em 1995, foi finalista do Prêmio Benedictus, descrito pelo júri como "uma notável anti-estrutura... um uso simbólico da tecnologia... uma peça de escultura. A pirâmide foi concebida como um objecto, mas é um objecto para transmitir luz. "

## Em O Código Da Vinci
A Pirâmide Invertida, figura com destaque nas páginas finais do best-seller internacional de Dan Brown, O Código Da Vinci. O protagonista de seu romance, Robert Langdon, lê o simbolismo esotérico das duas pirâmides:
A pirâmide invertida é percebida como um cálice, um símbolo feminino, enquanto que a pirâmide de pedra abaixo é interpretado como uma lâmina, um símbolo masculino: toda a estrutura poderia, assim, expressa a união dos sexos. Além disso, a protagonista de Brown conclui que a pirâmide de pedra pequena é realmente apenas o vértice de uma pirâmide maior (possivelmente o mesmo tamanho que a pirâmide invertida acima), embutido no chão, como uma câmara secreta. Esta câmara, é conhecido para colocar o corpo de Maria Madalena.
No Epílogo, nas páginas 455/456/457, do livro O Código Da Vinci, de Dan Brown lê-se :
 "(...)  O Santo Graal sob a antiga Roslin espera.
 As revelações vinham agora em catadupas. A grafia antiga de Roslin que Saunière usara... a lâmina e o cálice... o túmulo adornado pela arte dos mestres. (...)

Ofegante, ergueu novamente os olhos, lentamente, incrédulo, até ao topo da estrutura que tinha a sua frente.
A Pirâmide do Louvre.
A brilhar na escuridão.
Admirou-a por um instante apenas. Estava mais interessado no que lhe ficava à direita. Voltando-se, sentiu os pés continuarem a seguir o traçado da antiga Linha da Rosa, levando-o, através do pátio, até ao Carrousel do Louvre - o enorme círculo de relva orlado por uma impecavelmente aparada sebe de buxo (...)
Aquele solo sagrado era agora marcado por um dos mais invulgares monumentos da cidade. Ali, bem no centro, mergulhando na terra como desfiladeiro de cristal, rasgava-se a grande pirâmide invertida de vidro que vira três noites antes ao entrar no subsolo do Louvre.
La Pyramide inversée. (...)
Seguiu com os olhos a forma que estreitava até a vértice, suspenso menos de dois metros acima do solo. Exactamente por baixo, erguia-se a pequena estrutura. Uma pirâmide miniatural, com apenas noventa centímentros. A única coisa naquele colossal complexo que fora construída em escala reduzida.Iluminadas pelas luzes suaves da cave deserta, as duas pirâmides apontavam uma para a outra, perfeitamente alinhadas, os vértices quase a tocarem-se.
O Cálice em cima. A Lâmina em baixo.
Com a lâmina e o cálice a montar guarda severa.(...)
Agora, por fim, compreendia o verdadeiro significado dos versos do Grão-Mestre.
Erguendo os olhos, viu, através do vidro, um glorioso céu nocturno salpicado de estrelas. 
 Repousa enfim sob o céu estrelado. (...) "

No clímax do filme, feito a partir de romance de Brown, é elaborada uma câmera que se move inteiro, através da pirâmide de vidro , de cima e, em seguida, mergulha no andar de baixo para revelar a suposta câmara escondida sob a pirâmide pequena de pedra , contendo o sarcófago com os restos mortais de Maria Madalena.

## Outras interpretações esotéricas
Dan Brown não foi o primeiro escritor a oferecer interpretações esotéricas da Pirâmide Invertida. No livro de Raphaël Aurillac, intitulado Le guide du Paris maçonnique, o autor declara que o Louvre costumava ser um templo maçônico. Para Aurillac, as várias pirâmides de vidro construídos nas décadas mais recentes, incluem o simbolismo maçônico. Aurillac interpreta a pirâmide apontanda para baixo, expressando o lema Rosa-cruz V.I.T.R.I.O.L. (Visita Interiorem Terrae Rectificandoque / Invenies Occultum Lapidem, "Visite o interior da terra ... e você vai encontrar a pedra secreta"). Outro escritor maçônico em arquitetura, Dominique Setzepfandt, interpreta as duas pirâmides, sugerindo "a bússola e o quadrado, que formam o Selo de Salomão.